# John T. Bird

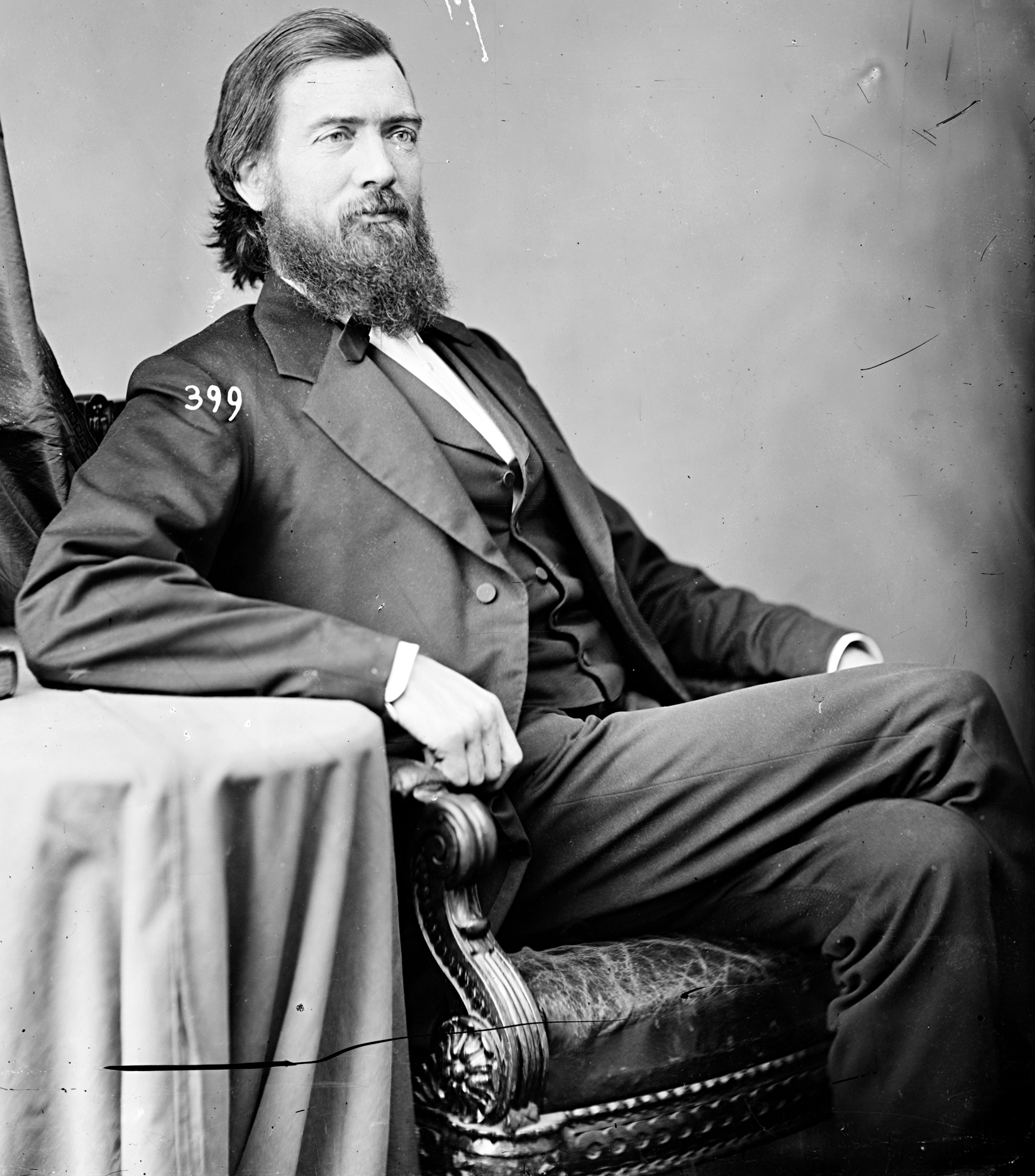
John T. Bird

John Taylor Bird (* 16. August 1829 in Bloomsbury, Hunterdon County, New Jersey; † 6. Mai 1911 in Trenton, New Jersey) war ein US-amerikanischer Politiker. Zwischen 1869 und 1873 vertrat er den Bundesstaat New Jersey im US-Repräsentantenhaus.

## Werdegang
John Bird besuchte die öffentlichen Schulen seiner Heimat und eine akademische Schule in Hackettstown. Nach einem anschließenden Jurastudium und seiner 1855 erfolgten Zulassung als Rechtsanwalt begann er in Bloomsbury in diesem Beruf zu arbeiten. Im Jahr 1858 verlegte er seinen Wohnsitz und seine Kanzlei nach Clinton. Zwischen 1862 und 1867 war Bird Staatsanwalt im Hunterdon County. Seit 1865 lebte er in Flemington. Politisch war er Mitglied der Demokratischen Partei.
Bei den Kongresswahlen des Jahres 1868 wurde Bird im dritten Wahlbezirk von New Jersey in das US-Repräsentantenhaus in Washington, D.C. gewählt, wo er am 4. März 1869 die Nachfolge von Charles Sitgreaves antrat. Nach einer Wiederwahl konnte er bis zum 3. März 1873 zwei Legislaturperioden im Kongress absolvieren. Dort wurde im Jahr 1870 der 15. Verfassungszusatz ratifiziert.
1872 verzichtete Bird auf eine erneute Kongresskandidatur. Nach dem Ende seiner Zeit im US-Repräsentantenhaus praktizierte er wieder als Anwalt. Im Jahr 1876 war er Delegierter auf einer Versammlung zur Überarbeitung der Verfassung von New Jersey. Zwischen 1882 und 1896 bekleidete er das Amt des Vice Chancellor of New Jersey; von 1900 bis 1909 war er Kanzleirat (Master in Chancery). John Bird starb am 6. Mai 1911 in Trenton, wo er auch beigesetzt wurde.